# Deutsche Tourenwagen Masters
Deutsche Tourenwagen Masters (DTM) er en tysk motorsportsserie for silhuetbiler, der blev kørt for første gang i 2000-sæsonen. DTM køres primært i Tyskland, men også racerbaner i andre europæiske lande benyttes. Serien fortsatte mesterskabet fra Deutsche Tourenwagen Meisterschaft, der blev lukket i 1996 på grund af for høje omkostninger.

## DTM-mestre
| Sæson      | Mester                                | Mesterens bil                         | Konstruktørmester                     |                                       |
| ---------- | ------------------------------------- | ------------------------------------- | ------------------------------------- | ------------------------------------- |
| 1984– 1996 | Se Deutsche Tourenwagen Meisterschaft | Se Deutsche Tourenwagen Meisterschaft | Se Deutsche Tourenwagen Meisterschaft | Se Deutsche Tourenwagen Meisterschaft |
| 1997– 1999 | ikke holdt                            | ikke holdt                            | ikke holdt                            | ikke holdt                            |
| 2000       | Bernd Schneider                       | Mercedes-Benz                         | Mercedes-Benz                         |                                       |
| 2001       | Bernd Schneider                       | Mercedes-Benz                         | Mercedes-Benz                         |                                       |
| 2002       | Laurent Aïello                        | Audi                                  | Mercedes-Benz                         |                                       |
| 2003       | Bernd Schneider                       | Mercedes-Benz                         | Mercedes-Benz                         |                                       |
| 2004       | Mattias Ekström                       | Audi                                  | Audi                                  |                                       |
| 2005       | Gary Paffett                          | Mercedes-Benz                         | Mercedes-Benz                         |                                       |
| 2006       | Bernd Schneider                       | Mercedes-Benz                         | Mercedes-Benz                         |                                       |
| 2007       | Mattias Ekström                       | Audi                                  | Audi                                  |                                       |
| 2008       | Timo Scheider                         | Audi                                  | Mercedes-Benz                         |                                       |
| 2009       | Timo Scheider                         | Audi                                  | Mercedes-Benz                         |                                       |
| 2010       | Paul di Resta                         | Mercedes-Benz                         | Mercedes-Benz                         |                                       |
| 2011       | Martin Tomczyk                        | Audi                                  | Audi                                  |                                       |
| 2012       | Bruno Spengler                        | BMW                                   | BMW                                   |                                       |
| 2013       | Mike Rockenfeller                     | Audi                                  | BMW                                   |                                       |
| 2014       | Marco Wittmann                        | BMW                                   | Audi                                  |                                       |
| 2015       | Pascal Wehrlein                       | Mercedes-Benz                         | BMW                                   |                                       |